# Lukas Pachner
Lukas Pachner (ur. 5 grudnia 1991) – austriacki snowboardzista specjalizujący się w snowcrossie.

## Kariera
Po raz pierwszy na arenie międzynarodowej pojawił się 4 lutego 2012 roku w Hohenems, gdzie w zawodach FIS Race zajął 50. miejsce w snowcrossie. Nigdy nie wystąpił na mistrzostwach świata juniorów. W zawodach Pucharu Świata zadebiutował 14 marca 2015 roku w Veysonnaz, zajmując 53. miejsce. Na podium zawodów tego cyklu po raz pierwszy stanął 5 marca 2017 roku w La Molinie, kończąc rywalizację na drugiej pozycji. W zawodach tych rozdzielił Francuza Pierre'a Vaultiera i Nicka Baumgartnera z USA. Najlepsze wyniki osiągnął w sezonie 2020/2021, kiedy to zajął 10. miejsce w klasyfikacji generalnej snowcrossu. W 2015 roku zajął 36. miejsce na mistrzostwach świata w Kreischbergu. Cztery lata później, na mistrzostwach świata w Solitude był 26. Na Igrzyskach Olimpijskich w 2018 roku zajął 39. pozycję.

## Osiągnięcia

### Igrzyska olimpijskie
| Miejsce | Dzień     | Rok  | Miejscowość | Konkurencja    | Zwycięzca       |
| ------- | --------- | ---- | ----------- | -------------- | --------------- |
| 39.     | 15 lutego | 2018 | Pjongczang  | Snowboardcross | Pierre Vaultier |

### Mistrzostwa świata
| Miejsce | Dzień       | Rok  | Miejscowość | Konkurencja    | Zwycięzca      |
| ------- | ----------- | ---- | ----------- | -------------- | -------------- |
| 36.     | 16 stycznia | 2015 | Kreischberg | Snowboardcross | Luca Matteotti |
| 26.     | 1 lutego    | 2019 | Solitude    | Snowboardcross | Mick Dierdorff |
| 17.     | 11 lutego   | 2021 | Idre Fjäll  | Snowboardcross | Lucas Eguibar  |

### Puchar Świata

#### Miejsca w klasyfikacji snowboardcrossu
- sezon 2014/2015: 55.
- sezon 2015/2016: 49.
- sezon 2016/2017: 14.
- sezon 2017/2018: 33.
- sezon 2018/2019: 11.
- sezon 2019/2020: 16.
- sezon 2020/2021: 10.

#### Miejsca na podium w PŚ
1. La Molina – 5 marca 2017 (snowcross) – 2. miejsce
2. Bakuriani – 4 marca 2021 (snowcross) – 2. miejsce